# Iso Rivolta Fidia
La Iso Rivolta Fidia, anche denominata Iso Rivolta S4 per i mercati esteri, è una berlina prodotta dalla Iso Rivolta tra il 1968 ed il 1974.

## La nascita
Partendo dal pianale allungato (da 270 a 285 cm) della IR300/340, la Iso Rivolta avviò, nella seconda metà degli anni sessanta, la progettazione di una berlina a 4 porte.
La scelta, strategicamente, non era azzardata: l'unica 4 porte "gran lusso" ad alte prestazioni, la Maserati Quattroporte, stava per uscire di produzione e la Casa del tridente non aveva in cantiere, nonostante il successo del modello, un'erede (la Quattroporte II fece, infatti, la sua fugace apparizione solo nel 1976, 6 anni dopo l'uscita di listino della prima serie).
Mentre il disegno della carrozzeria venne affidato alla Ghia, la meccanica rimaneva quella della IR300/340.
Il telaio era in acciaio (con la scocca portante), l'avantreno a ruote indipendenti con quadrilateri oscillanti, il retrotreno a ponte De Dion, i freni a disco su tutte le ruote (con quelli posteriori montati all'uscita dei semiassi dal differenziale), la trazione posteriore, lo sterzo a circolazione di sfere con servosterzo ed il cambio manuale a 4 rapporti (Borg Warner) o a 5 marce (ZF).
Anche il motore era il solito V8 Chevrolet di 5358cm³ a carburatore quadricorpo, offerto sia in configurazione da 300cv (abbinabile, a richiesta, anche ad un cambio automatico General Motors) che da 350cv (solo con trasmissione manuale).
L'originale e dinamica (grazie alla linea della porta posteriore e alle prese d'aria di sfogo del calore dei freni) berlina a 3 volumi e 4 sportelli Fidia 4S, venne presentata al pubblico nel 1968.

## L'evoluzione
Nel 1970 la cilindrata del motore venne incrementata a 5736 cm³. A parità di potenza massima (300 o 350cv), migliorava la distribuzione di coppia motrice e quindi l'elasticità di marcia. Dalla gamma venne tolto il cambio manuale a 4 rapporti.
Nel 1972, a causa della richiesta della GM di avere pagati anticipatamente i motori, da acquistare oltretutto in blocco (che significava, per la Iso un pagamento anticipato di un anno), la Casa di Bresso abbandonò il propulsore Chevrolet per adottare il Ford Cleveland.
Non fu un'operazione semplice perché il V8 Ford di 5762 cm³ da 325cv era più ingombrante e più "caldo" del precedente ed i tecnici Iso dovettero modificare il telaio per creare spazio al propulsore e ai radiatori maggiorati.
Il cambio automatico divenne anch'esso Ford, mentre quello manuale (a 5 marce) rimase invariato.
Con l'occasione la Fidia venne ritoccata sia all'esterno (mascherina e altri particolari) che all'interno (sedili, consolle centrale).
La produzione della Fidia cessò nel dicembre del 1974, con la chiusura della Iso.
Ne sono state costruiti in tutto 192 esemplari.
La Fidia fu la vettura personale del musicista John Lennon che ne possedette ben tre esemplari. 
Il primo di questi venne acquistato da Lennon nel 1968, in visita al British International Motor Show di Londra svoltosi all'Earls Court Exhibition Centre, con la prima moglie Cynthia; i coniugi si portarono a casa l'esemplare in esposizione, staccando un assegno da 8.000 Sterline.